# Le Voyage aux Pyrénées
Pour plus de détails, voir Fiche technique et Distribution.
Le Voyage aux Pyrénées est un film français réalisé par Arnaud et Jean-Marie Larrieu, sorti en 2008.

## Synopsis
Sous le pseudonyme de M. et Mme Go, Alexandre Dard et Aurore Lalu, couple de comédiens célèbres, arrivent en pleine nuit dans une vallée isolée des Pyrénées. Alexandre a imaginé que ce serait la destination idéale pour éloigner Aurore, en proie à des crises de nymphomanie, de toute tentation et pour mieux la retrouver...

## Fiche technique
- Titre : Le Voyage aux Pyrénées
- Réalisation : Arnaud et Jean-Marie Larrieu
- Scénario : Arnaud et Jean-Marie Larrieu
- Photographie : Guillaume Deffontaines
- Décors : Laurent Baude
- Montage : Annette Dutertre
- Musique : Daven Keller
- Son : Olivier Mauvezin
- Costumes : Laurence Struz et Caroline Tavernier
- Producteur : Bruno Pésery
- Production : Soudaine Compagnie, en association avec les SOFICA Cinémage 2 et Cofinova 4
- Distribution : Diaphane Films
- Pays de production:  France
- Durée : 102 minutes
- Date de sortie : France - 9 juillet 2008

## Distribution
- Jean-Pierre Darroussin : Alexandre Darou
- Sabine Azéma : Aurore Lalu
- Arly Jover : Aline l'aubergiste
- Gurgon Kyap : Tenzing
- Bernard Blancan : le guide
- Cyril Casmèze : l'ours
- Christian Ameri :  Jean-Stéphane Labourdette  le journaliste local
- Philippe Katerine : un des frères
- Pierre Pellet : un des frères
- Philippe Suner : un des frères
- Jérôme Chapatte : un garde
- Christian Loustau : un garde
- Christophe Paou : le masseur
- Erwan Ribard : l'homme aux ânes
- Jocelyne Desverchère : l'aubergiste
- Cécile Reigher : la journaliste
- Amira Casar :  Nina Simon la journaliste mondaine